# Angerlinde in Grebendorf
Die Angerlinde in Grebendorf im nordhessischen Werra-Meißner-Kreis ist eine von 101 Bäumen und Baumgruppen die in den 1930er Jahren mit Zustimmung der höheren Naturschutzbehörde zu Naturdenkmalen erklärt worden sind. Ihr Alter wird auf mehr als 280 Jahre geschätzt. Der alte Baum ist der letzte von fünf Linden, die vermutlich in der Zeit um 1740 oder 1750 bei der Neuanlage des Angers gepflanzt wurden.

## Standort
Der Anger mit der alten Linde befindet sich in der Ortsmitte Grebendorfs, das im Dezember 1971 im Rahmen der hessischen Gebietsreform mit anderen Gemeinden zur neu gebildeten Gemeinde Meinhard zusammengeschlossen wurde, deren Ortsteil und Verwaltungssitz Grebendorf seitdem ist. Der Platz diente seit alter Zeit als Versammlungsort, Festplatz und Gerichtsstätte, er galt als Mittelpunkt des Dorflebens. Angenommen wird, dass der mit einem Mauerring umgebene Bereich durch die Bäume besonders hervorgehoben werden sollte.

## Geschichte

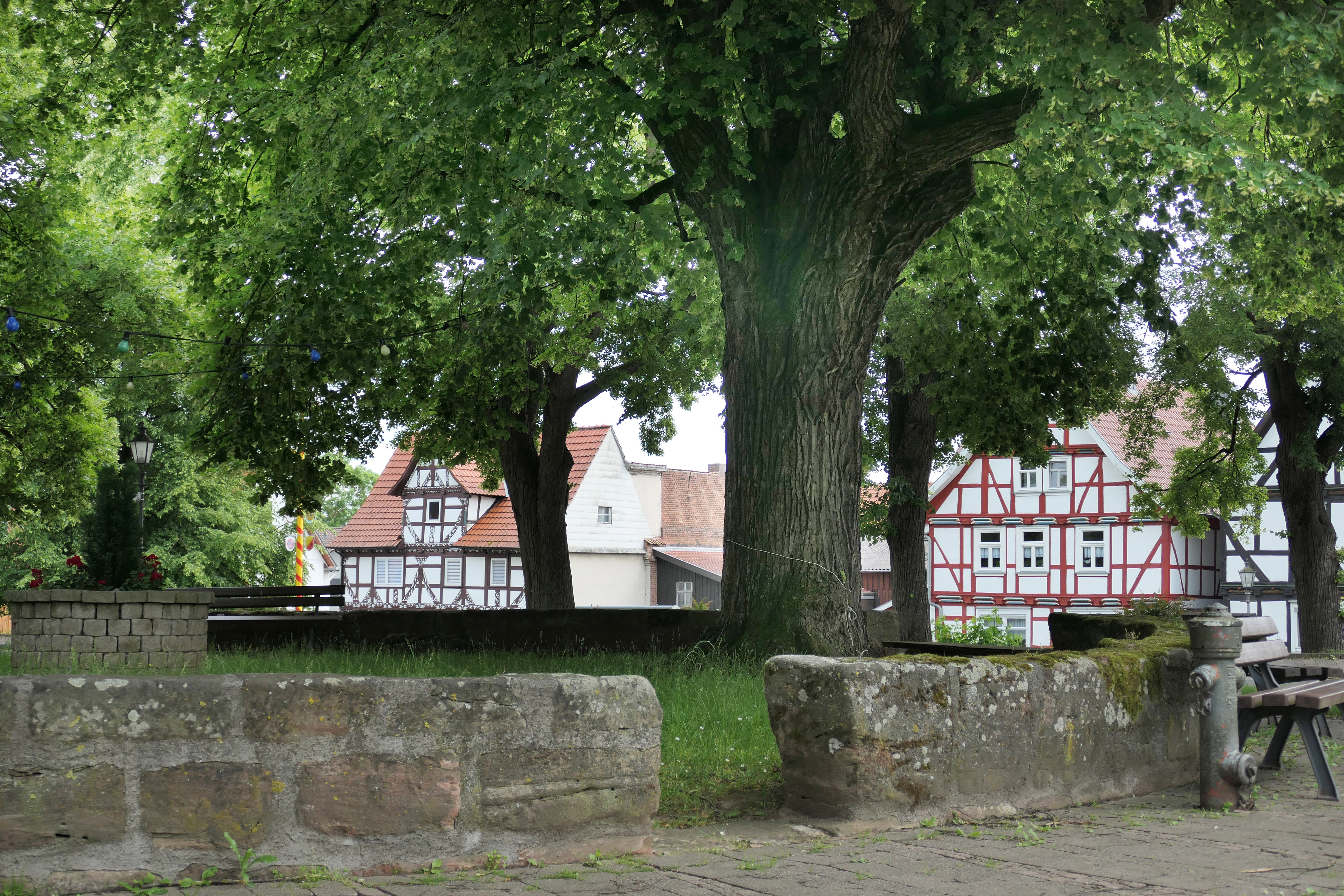
Seine heutige Form mit Sandsteinummauerung und Bäumen erhielt der Anger in der Zeit um 1740 oder 1750

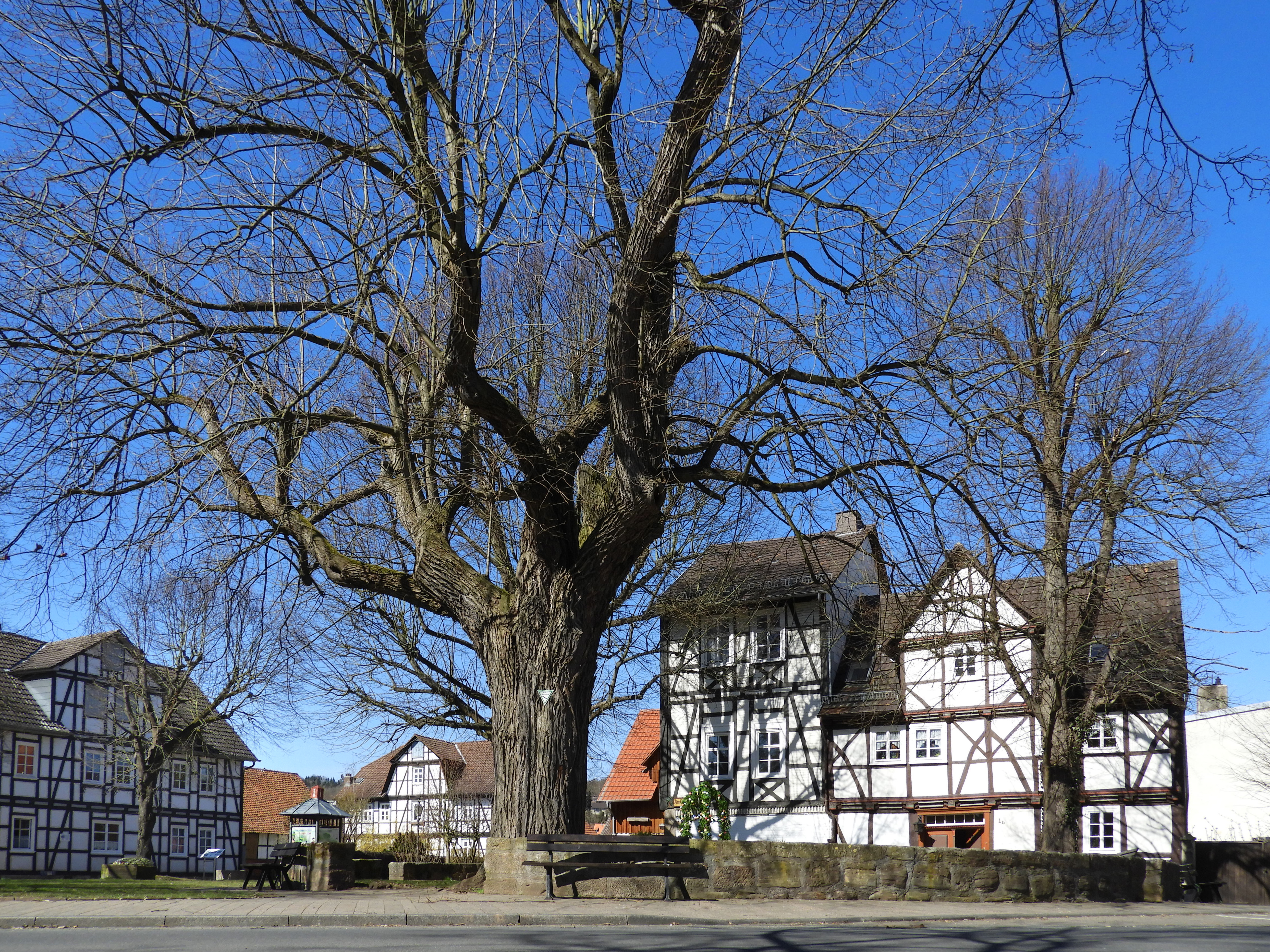
Wegen seiner Bedeutung als Versammlungsort und ehemaliger Gerichtsstätte ist der Anger aus ortsgeschichtlichen Gründen ein geschütztes Kulturdenkmal

Als „Grevendorph“ wurde die Ortschaft Grebendorf erstmals im Jahr 1262 in einer Urkunde des Klosters Germerode erwähnt. Bis 1301 ist das Dorf im Besitz der Grafen von Bilstein gewesen. Danach war das Zisterzienserinnenkloster Heydau der größte Grundherr im Ort. Auch die Rechtsprechung im Dorf stand nach einem Weistum von 1494 dem Kloster Heydau zu. Nach der Aufhebung der Klöster übte die dortige Gerichtsbarkeit die hessische Landgrafschaft aus. Ein Teil des Gerichts ging als hessisches Lehen an die von Eschwege. Tagungsort der niederen und peinlichen Gerichtsbarkeit war der Anger in der Dorfmitte.
Die alte Linde ist die letzte von fünf in der Mitte des 18. Jahrhunderts gepflanzten Bäumen. Die Linden neben ihr sind Nachpflanzungen aus späterer Zeit. Auf einer Katasterkarte von 1745 sind auf dem Anger sogar sechs Bäume eingezeichnet. Fünf kleine im Kreis an der runden Mauer und ein großer Baum in der Mitte des Platzes.
Die Stätte in zentraler Lage mit der erhaltenen Ummauerung aus Sandsteinen steht als Ort dörflicher Gerichtstage unter Denkmalschutz. Von altersher bis heute wurde und wird der Anger zur Ausrichtung von Festen genutzt. Im 19. Jahrhundert waren es Kirchweihfeste, nach den beiden Weltkriegen die jährliche Kirmes sowie das Kinder- und Schulfest. In der Gegenwart sind es vor allem das Heimatfest und das Angerfest, an denen neben den örtlichen Vereinen und heimischen Chören auch die Schule und der Kindergarten mitwirken.

## Denkmalschutz
Die Linde auf dem Anger, die in der Liste der Naturdenkmale des Werra-Meißner-Kreises die Nummer ND 636.546 besitzt, wird als „rechtsverbindlich festgesetzte Einzelschöpfung der Natur“ durch das Bundesnaturschutzgesetz besonders geschützt. Der Baum wurde bereits in der Zeit vor dem Zweiten Weltkrieg anlässlich der Neuregelung des Naturschutzes durch das Naturschutzgesetz vom 26. Juni 1935 unter der laufenden Nummer 46 in das Naturdenkmalbuch des Kreises Eschwege eingetragen und erhielt mit dem Inkrafttreten der Verordnung zur Sicherung von Naturdenkmalen in den Stadt- und Landkreisen des Regierungsbezirks Kassel am 1. November 1936 den Schutz des Reichsnaturschutzgesetzes.
Für die Denkmalschützer ist der Anger mit der erhaltenen Ummauerung und der Linde als Versammlungsort und ehemalige Gerichtsstätte aus ortsgeschichtlichen Gründen erhaltenswert und wurde als Kulturdenkmal nach § 2 Absatz 1 des Hessischen Denkmalschutzgesetzes in das Denkmalverzeichnis des Landes Hessen unter der Nummer 38132 eingetragen. Der Anger ist Teil der Gesamtanlage Grebendorfs, mit zahlreichen schützenswerten Hofanlagen aus dem späten 18. Jahrhundert an Kirch- und Sandstraße, deren parallel verlaufende Trassen vor dem Anger im Zentrum des Ortes zusammentreffen. Der Bereich ist wegen seiner geschichtlichen Bedeutung Kulturdenkmal.